# Matthias Heinrich Schnürer
Matthias Heinrich Schnürer (* 1730 in Bayreuth) war ein deutscher Hof- und Kunstmaler.

## Leben
Matthias Heinrich Schnürer war der Sohn des Malers Johann Georg Schnürer (1678–1745). Dessen Ehefrau Margareta († 1761) und Töchter wirkten ebenfalls als Malerinnen. Matthias Heinrich Schnürer heiratete am 28. Mai 1760 in Bayreuth.
Schnürer war ab 1756 Hofmaler am Hochfürstlich Brandenburgisch-Kulmbachischen Hof. Er porträtierte unter anderem Markgraf Friedrich (1755, Neues Schloss Bayreuth) und dessen Tochter Elisabeth Friederike Sophie von Brandenburg-Bayreuth (Oberes Schloss der Eremitage). 1760 porträtierte er Markgräfin Sophie Caroline. 1767 porträtierte er Friedrich Wilhelm Tafinger für die Tübinger Professorengalerie.  1764 schuf er ein Bildnis von Pfarrer Mayer (Pfarrkirche Tüngenthal).

## Werke

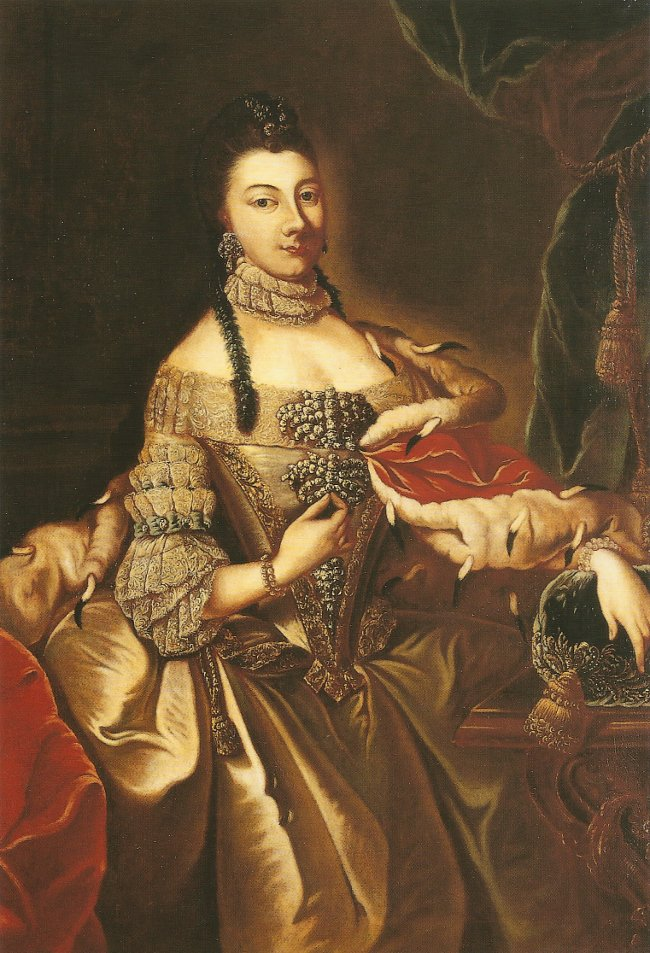
Markgräfin Sophie Caroline, 1760
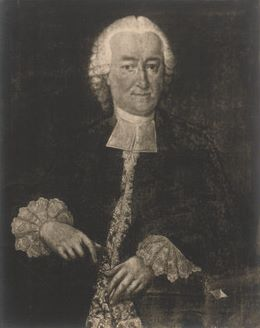
Friedrich Wilhelm Tafinger, 1767